# Urogenitala systemet

Urogenitala systemet.

Urogenitala systemet är det organsystem som innefattar urinvägarna och reproduktionsorganen. Dessa anatomiska strukturer är grupperade tillsammans på grund av deras närhet till varandra och deras gemensamma embryonala ursprung.

## Beståndsdelar (organ)

### Urinvägarna
- Njurar
- Urinledare
- Urinblåsa
- Urinrör

### Reproduktionsorganen

#### Hos kvinnor
- Livmoder
- Äggstockar
- Äggledare
- Vagina
- Klitoris

#### Hos män
- Testiklar
- Sädesledare
- Prostata
- Sädesblåsa
- Penis